# Rio Huisne
O rio Huisne é um rio do noroeste da França. é afluente do rio Sarthe pela margem esquerda, e portanto sub-afluente do rio Loire pelo rio Maine, do qual o Sarthe é afluente. Nasce na região conhecida como Condado de Perche.
O Huisne banha os seguintes departamentos e comunas:
- Departamento de Orne : Rémalard
- Departamento de Eure-et-Loir : Nogent-le-Rotrou
- Departamento de Sarthe : La Ferté-Bernard, Connerré, Montfort-le-Gesnois, Champagné e Le Mans.